# Hemimastodon
Hemimastodon — вимерлий рід хоботних з пізньоміоценових відкладень пластів Дера-Бугті в Пакистані. Його філогенетична спорідненість у межах хоботних невизначена.